# Hadim Suleiman Paşa (gobernador de Rumelia)
Hadım Suleiman Pasha (turco: Hadım Süleyman Paşa , rumano: Hadâm Suleiman Paşa; fl. 1474–1490) fue un estadista y general otomano, que sirvió como gobernador ( beylerbey) de Eyalato de Rumelia (fl. 1474) y Eyalato de Anatolia. Más tarde fue gobernador del Sanjak de Amasya (1482–90) y del Sanjak de Smederevo (1490–?). Sirvió durante el reinado de Mehmed II. Su epíteto hadım significa "eunuco" en turco.

## Vida
Nació en Eyalato de Bosnia. Fue nombrado el sanjak-bey de Albania durante el reinado de Mehmed el Conquistador (r. 1444–46, 1451–81). Su cargo fue breve, ya que las fuentes contemporáneas atestiguan que fue atacado y capturado junto con sus criados y sirvientes y luego vendido a un estado católico (posiblemente Venecia).
En 1474, asedió al Shkodër controlado por los venecianos (ver Asedio de Shkodër). La fortaleza fue defendida por un Antonio Loredano. Las tropas otomanas lograron dañar partes de la fortaleza, pero finalmente fallaron y Suleyman tuvo que satisfacerse con su saqueo. En diciembre comenzó una marcha contra Esteban el Grande de Moldavia, quien se negó a rendir homenaje al Sultán.  Suleyman se mostró reacio a marchar contra Moldavia, ya que sus tropas estaban agotadas por el asedio fallido y cuando se acercaba el invierno, pero no podía atreverse a cuestionar la decisión del Sultán. Los dos se encontraron el 10 de enero de 1475 en la Batalla de Vaslui. Las fuerzas otomanas sufrieron una gran derrota con altas bajas. Sin embargo, esta derrota fue recompensada durante el próximo verano cuando los otomanos ocuparon Besserabia, tomaron Akkerman y derrotaron a Stephen el 17 de julio de 1476 en Valea Albă.
En 1482, fue gobernador del Sanjak de Amasya, y luego en el Sanjak de Smederevo en 1490, donde murió.